# Flygbombningen av Al Kibar-anläggningen

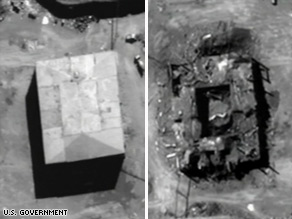
Al Kibar-anläggningen före och efter bombningen

Flygbombningen av Al Kibar-anläggningen, Operation Outside the Box, skedde i Syrien natten till den 6 september 2007, då israeliska attackflygplan förstörde en sannolik syrisk kärnreaktor under uppförande i Al Kibar i Dayr az-Zawr-provinsen.

## Källäget
Mycket är fortfarande osäkert om episoden. Både i Israel och i Syrien upprätthålls sekretess kring händelsen. Från amerikansk sida har vissa uppgifter, såsom satellitfoton, publicerats i efterhand. De kvalitativa uppgifter som finns har framför allt kommit fram efter 2012 genom uppgifter i seriösa tidskrifter i USA och Tyskland. Detaljer i händelseförloppet skiljer sig mellan olika källor.

## Vad man säkert vet
Israeliska underrättelseorgan hade i början av 2007 sedan en tid följt kontakter mellan Syrien och Nordkorea i kärnvapenfrågor, bland annat beträffande uppbyggnaden av en hemlig fabriksanläggning i en wadi i öknen, i omedelbar närhet av floden Eufrat. Anläggningen identifierades av israelerna som en med nordkoreansk hjälp konstruerad fabrik för anrikning av kärnbränsle till vapenkvalitet. År 2007 var israelerna oroliga för att anläggningen inom kort skulle färdigställas och tas i bruk, vilket kunde medföra att den inte längre skulle kunna slås ut utan att den närbelägna floden kontaminerades.
Det är känt att chefen för Mossad, Meir Dagan, under våren flög till Washington D.C. för att förevisa israeliskt material som styrkte att anläggningen, som på utsidan var en kartongliknande fyrkantig betonglåda, innehöll en snart färdigbyggd kärnreaktor. Israels premiärminister Ehud Olmert begärde att George W. Bush skulle ta beslut om att USA skulle flygbomba anläggningen.
USA accepterade inte att anfalla Syrien. Sex veckor senare genomförde i stället Israels flygvapen en räd strax före klockan ett natten till den 6 september, varvid anläggningen totalförstördes. De israeliska flygplanen återvände oskadda till sina baser. Inga precisa uppgifter om händelsen lämnades till en början från något håll, men så småningom kom en och annan uppgift ut från källor i Washington. Anmärkningsvärt i sammanhanget är att Syrien inte gjorde någon större sak av bombningarna, utan bara skyndsamt röjde upp ruinerna på fabriksplatsen och fraktade bort eller täckte över resterna. Initialt hävdade Syrien att man fördrivit Israeliska flygplan som tagit sig in på syriskt luftrum, men att dessa inte hunnit orsaka några skador.
International Atomic Energy Agency genomförde i efterhand en inspektion av platsen för Al Kibar-anläggningen, vilken inte tidigare anmälts till IAEA av Syrien under icke-spridningsavtalet för kärnvapen. Ett utlåtande lämnades 2009, vilket uttrycker tämligen klart att den förstörda anläggningen var en kärnreaktor.

## Ej helt klargjorda delar av händelseförloppet

### Syrisk kärnvapenplanering
I vilken syrisk strategi anläggningen i Al Kibar ingick är inte känt. Syrien ansåg sig behöva avskräckningsvapen gentemot Israel, och var under denna tid i färd med att med nordkoreansk hjälp bygga upp en arsenal med kemiska vapen. Samtidigt pågick Irans uppbyggnad av kärnvapen, och det har lagts fram teorier att anläggningen i Al Kibar skulle ha finansierats av Iran och varit avsedd att också tjäna som en andra fabrik för anrikning av uran för iranskt behov, som back-up eller komplement till Irans plutoniumanläggning nära Arak. Det är oklart hur långt Syriens ambitioner beträffande egen kärnvapenutveckling sträckte sig, utöver att skaffa inhemsk kompetens att anrika uran. Efter bombningen synes eventuella planer ha avskrivits, eller åtminstone lagts på is.

### Anläggningens uppförande
Hur länge uppbyggnaden av Al Kibar-anläggningen skett är inte helt klart, men planeringen kan ha påbörjats så tidigt som 2002. Våren 2004 upptäckte USA:s National Security Agency anmärkningsvärt hög telefontrafik mellan Syrien och Nordkorea, och då särskilt tät trafik mellan Pyongyang och Al Kibar i den syriska öknen. Denna information överlämnades till Israels signalspaningsorganisation Unit 8200.

### Israels kunskap om anläggningen
Det finns olika versioner om Israels underrättelsearbete.
Israel anses mot slutet av 2006 oroat sig för högre aktivitet beträffande kärnvapenutveckling i Syrien. Agenter från Mossad anges den 7 mars 2007 ha brutit sig in i chefens för Syriens atomenergimyndighet, Ibrahim Othmans, hem i Wien och kopieras dussintals fotografier av Al Kibar från dennes dator.

### USA:s ställningstagande
USA informerades den 18 april 2007 om Israels uppfattning om Al Kibar-anläggningen vid ett möte mellan Israels dåvarande försvarsminister Amir Peretz och USA:s försvarsminister Robert M. Gates. Detta möte följdes sedan omedelbart upp av ett besök i USA av Meir Dagan från Mossad.
Vid detta tillfälle var tillförlitligheten av underrättelseuppgifter om förberedelser för att skaffa massförstörelsevapen en viktig fråga för president George W. Bush. Beslutet om invasionen av Irak 2004 hade motiverats med uppgifter om att Saddam Hussein i hemlighet byggde upp sin vapenarsenal av massförstörelsevapen, en uppgift som lämnats av CIA. De av National Security Council anlitade experterna synes ha varit tämligen eniga om att den syriska anläggningen måste vara en kärnreaktor baserad på nordkoreansk teknologi. Samtidigt uppger CIA:s chef Michael Hayden att han vid en föredragning i juni 2007 för president Bush markerat att säkerhetsgraden på uppgiften att Al Kibar var del i ett nukleärt upprustningsprogram bara var "low confidence" (låg säkerhet).
Vicepresidenten Dick Cheney var den som klarast förespråkade att USA skulle gå till angrepp och slå ut anläggningen, och också i samband med detta göra entydigt klart för Syrien och för omvärlden att USA inte tolererade sådan uppbyggnad av kapacitet för massförstörelsevapen. Mot sig hade han utrikesministern Condolezza Rice och försvarsministern Robert M. Gates. Också den säkerhetspolitiska rådgivaren Stephan Hadley var negativ.
Vid den avgörande diskussionen i National Security Council ska George W. Bush, enligt Dick Cheney ha ställt frågan vilka som var överens om Cheneys förslag att bomba, varvid ingen räckte upp handen.
Bush ska därefter enligt egen uppgift också klart ha uppmanat israelerna att avstå från att bomba. Hur det är med den saken är oklart, men en tolkning som gjorts är att israelerna uppfattat saken så att USA vare sig hade gett grönt ljus för en amerikansk operation eller gett Israel rött ljus för en israelisk operation. Den dåvarande biträdande nationella säkerhetsrådgivaren Elliot Abrams uttalade i en intervju 2012 att beslutet att bomba Al Kibar tagits av Israel enbart.

### Politiska och militära förberedelser för räden i Israel
Den israeliska regeringen hade för frågor av detta slag ett inre "säkerhetskabinett", bestående av bland andra premiärministern Ehud Olmert, försvarsministern (under våren Amir Peretz, senare Ehud Barak) och utrikesministern Tzipi Livni.
Ehud Barak ska enligt vissa uppgifter ha motsatt sig, eller åtminstone velat skjuta upp, bombningen.
Operationen planerades under generalstabschefen Gabi Ashkenazi. Tre alternativ övervägdes: en stor flygattack, benämnd Fat Shkedi efter flygvapenchefen Eliezer Shkedi, en liten flygattack (Skinny Shkedi) och en markburen attack med specialstyrkor. Flera parter förespråkade en begränsad flygattack, delvis för att kunna genomföra en så lågprofilerad operation, att den lämnade möjlighet för den syriske presidenten Bashar al-Assad att avstå från hämndåtgärder. Ehud Olmert hade överläggningar flertalet fredagar från slutet av mars till början av september med en grupp bestående av försvarsministern (Amir Peretz/Ehud Barak), generalstabschefen Gabi Ashkenazi, chefen för den militära underrättelsetjänsten Amos Yadlin, chefen för Shin Bet Yuval Diskin och Mossad-chefen Meir Dagan.
I augusti 2007 sändes en grupp soldater in till området med helikoptrar för att ta jordprover och fotografera anläggningen från avstånd.
Det avgörande regeringsbeslutet togs den 5 september vid en full sittning, varvid endast ministern för inrikes säkerhet, Avi Dichter, avstod.

### Operation Outside the Box

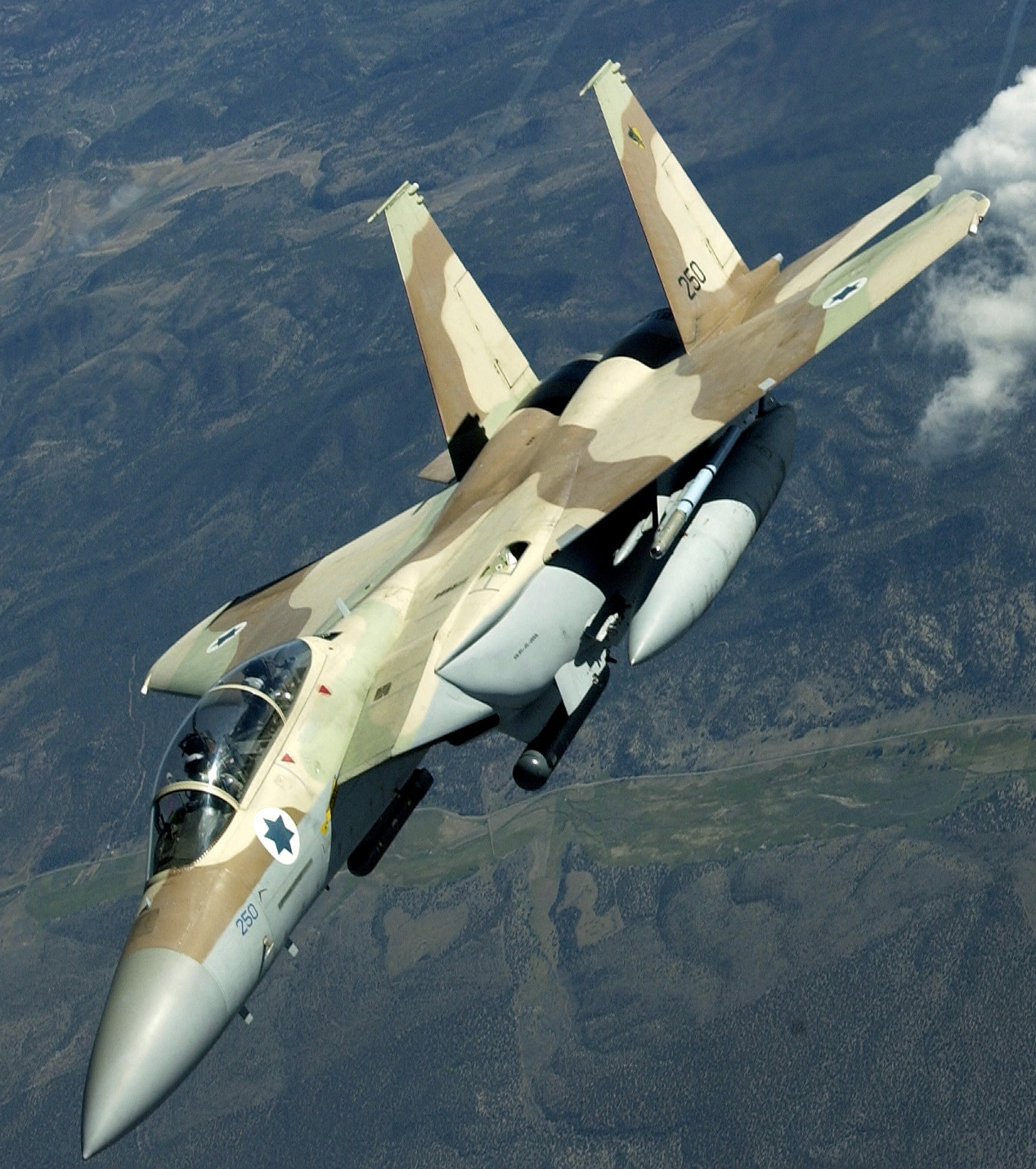
En F-15 från Israels flygvapens 69:e division

Den militära operationen formella namn var "Operation Outside the Box".
Detaljerna om flygräden går delvis isär. Klart verkar vara att räden genomfördes efter midnatt natten till den 6 september 2007 av minst fyra attackplan av typ F-15 Eagle, som i Israel benämns Ra'am (åska). Enligt en version ska fyra attackplan, med eskort av fyra jaktplan av typ F-16 Fighting Falcon (med hebreiskt namn Sufa, storm), ha lyft före midnatt från flygbasen Ramat David, sydost om Haifa, och flugit norrut över Medelhavet till i höjd med syrisk-turkiska gränsen och sedan vänt österut och flugit in i syriskt luftrum efter att elektroniskt ha stört det syriska luftförsvaret. Det hör till saken att Syrien vid detta tillfälle nyligen hade anskaffat ett högteknologiskt luftförsvarssystem från Ryssland och att Israel utvecklat ett sofistikerat flygburet motsystem med förmåga att hacka in i motsidans luftförsvarselektronik, Suter.
En variant av denna uppgift talar om en större flygoperation utförd av 69:e flygdivisionen, varvid tio F-15 lyft och sju av dem dirigerats vidare mot Syrien, eskorterade av fyra F-16 och i sällskap med en flygburen plattform för teknisk spaning (på engelska electronic intelligence). Syriskt luftvärn skulle ha oskadliggjorts, dels genom bombning, dels - och framför allt - genom elektronisk störning. Efter bombningen skulle attackflygplanen ha återvänt över turkiskt luftrum och därvid ha fällt sina extra bränsletankar över Turkiet.
Enligt vissa uppgifter skulle också själva bombningen skett med laserstyrda bomber, varvid inriktning av laserstråle skulle gjorts av israeliska specialförband.
Av allt att döma fanns inget luftförsvar installerat vid Al Kibar. För räden ska 17 ton bomber ha fällts.

## Al Kibars plats i ett syriskt utvecklingsprogram rörande kärnenergi och/eller -vapen
International Atomic Energy Agency:s inspektörer fick tillgång till Al Kibar i juni 2008, då syrierna hade hunnit med att ta bort rester och gjuta betong över grunden. De tog jordprover och andra prover för isotopanalys i IAEA:s laboratorium i Seibersdorf i Österrike. De fann uranpartiklar som var avvikande från vad som skulle kunna förväntas enligt Syriens deklarerade innehav, och avfärdade Syriens argument att partiklarna kom från de israeliska bomberna. I en rapport från juni 2009 anger IAEA att anläggningen av allt att döma var en kärnreaktor.
I april 2010 förklarade IAEA genom sin generaldirektör Yukiya Amano för första gången i klartext att Al Kibar verkligen varit en hemlig anläggning för en kärnreaktor under byggnation.
Däremot har det inte publicerats uppgifter, som vare sig talar för eller emot att Al Kabir varit nära sammankopplat med Irans kärnvapenprogram, inte heller huruvida anläggningen var en första del i en syrisk plan att bygga upp ett vapensystem för kärnvapen.

## Efterverkningar
Det israeliska anfallet ledde inte till någon svarsaktion från Syrien, och inte till någon stark reaktion från Syriens allierade eller omvärlden i övrigt. Israel och Syrien - och dess allierade - har således av olika skäl funnit det lämpligast att markant tona ned denna i sig uppenbara krigsakt.
Ehud Olmert uppges omedelbart efter anfallet ha kontaktat Turkiets premiärminister Recep Tayyip Erdogan, överlämnat uppgifter om Al Kibars karaktär av kärnbränsleanläggning, och ombett honom att ta kontakt med Bashar al-Assad för att meddela att Israel inte tänkte vare sig göra sak av ärendet eller tillgripa ytterligare fientliga åtgärder, under förutsättning att inte heller Syrien påtalade incidenten.
Den 21 mars 2018 medgav Israels försvarsmakt offentligt för första gången att man utfört flygbombningen. Syrien erkänner ännu idag inte heller att Al Kibar var en anläggning med en kärnreaktor. President Assad sade till BBC några veckor efter bombanfallet att Israel flygbombat en oanvänd militär anläggning.